# Centaury (planetoidy)

Orbity znanych centaurów

Centaury – małe ciała Układu Słonecznego, które poruszają się wokół Słońca po orbitach pomiędzy orbitami Jowisza i Neptuna. Wykazują one cechy pośrednie pomiędzy planetoidami i kometami, niektóre posiadają nawet słabą komę.

## Definicje
Według Minor Planet Center, działającego przy Międzynarodowej Unii Astronomicznej, centaury to obiekty o peryheliach poza orbitą Jowisza (5,5 j.a.) i półosi wielkiej orbity mniejszej niż w przypadku Neptuna (30,1 j.a.). Nieco inaczej definiuje je Jet Propulsion Laboratory: to półoś wielka orbity centaura musi być zawarta w powyższych granicach (5,5 j.a. < a < 30,1 j.a.), co włącza do tej grupy ciała docierające bliżej Słońca, jak (5335) Damocles. Z kolei Deep Ecliptic Survey definiuje centaury według kryterium dynamicznego: są to ciała nie pozostające w rezonansie orbitalnym z planetami, których oskulacyjne (chwilowe) odległości peryheliów pozostają mniejsze niż oskulacyjna półoś wielka orbity Neptuna dla dowolnie długiego czasu symulacji.

## Odkrycia
Pierwszym znanym centaurem (według definicji JPL) był (944) Hidalgo, odkryty jeszcze w 1920 roku, jednak centaury zostały zidentyfikowane jako odrębna populacja małych ciał Układu Słonecznego dopiero w latach 70. XX wieku, po odkryciu (2060) Chirona. Wcześniej wiedziano o istnieniu pasa planetoid, położonego pomiędzy orbitami Marsa i Jowisza, trojańczyków – dwóch grup planetoid krążących po orbicie Jowisza oraz ciał przecinających orbity planet wewnętrznych.
Według stanu na 13 marca 2025 roku znanych było 912 centaurów, z czego 192 miało nadane numery, a 23 z nich miało także nazwy własne.

## Orbity
Niektóre centaury cechują się bardzo wydłużonymi orbitami, których peryhelia znajdują się wewnątrz orbit Neptuna czy Urana, ale aphelia leżą bardzo daleko od Słońca. Przykładem takiego obiektu jest (65489) Ceto. Przypuszcza się, że trajektorie ciał o tak wydłużonych orbitach zostały zakłócone przez oddziaływanie grawitacyjne gazowych olbrzymów. Podobne, choć jeszcze dłuższe orbity, mają obiekty poruszające się w tzw. dysku rozproszonym.
Orbity centaurów nie są długookresowo stabilne, ze względu na perturbacje ze strony gazowych olbrzymów. Czas połowicznego zaniku całej populacji to około 2,7 miliona lat.

## Właściwości fizyczne
Centaury mają raczej szary kolor powierzchni, co tłumaczy się oddziaływaniem wiatru i promieniowania słonecznego, które w przeciągu miliardów lat „pociemniły” ich powierzchnie. Wyjątkami są tu (8405) Asbolus, (5145) Pholus czy (7066) Nessus, które charakteryzują się czerwonym odcieniem powierzchni. Ciemna powierzchnia jest bardziej typowa dla komet niż dla planetoid.
Największym znanym centaurem jest (10199) Chariklo o średnicy 260 km.

## Natura centaurów
Pochodzenie centaurów stanowiło zagadkę od lat 70. XX wieku; uważano, że mogą one pochodzić z pasa planetoid lub Pasa Kuipera. Dzięki misji WISE ustalono, że około 2/3 tych ciał to komety, przybyłe z dalekich od Słońca obszarów Układu Słonecznego. Nie ma pewności co do natury pozostałych obiektów; mogą to być zarówno planetoidy, jak też nieaktywne komety, które uległy całkowitemu odgazowaniu.
W 2020 roku dwoje astronomów – Fathi Naoumi (Francja) i Maria Helena Morais (Brazylia) – w artykule opublikowanym na łamach Monthly Notices of the Royal Astronomical Society na podstawie przeprowadzonych symulacji numerycznych wykazało, że przynajmniej 17 centaurów pochodzi spoza Układu Słonecznego.

## Nazwane centaury
Lista nazwanych centaurów na dzień 13 marca 2025 roku:
| Nazwa              | Rok odkrycia | Odkrywca/Odkrywcy                           |
| ------------------ | ------------ | ------------------------------------------- |
| (944) Hidalgo¹     | 1920         | Walter Baade                                |
| (2060) Chiron      | 1977         | Charles Kowal                               |
| (5145) Pholus      | 1992         | Spacewatch                                  |
| (5335) Damocles¹   | 1991         | Robert McNaught                             |
| (7066) Nessus      | 1993         | Spacewatch                                  |
| (8405) Asbolus     | 1995         | Spacewatch                                  |
| (10199) Chariklo   | 1997         | Spacewatch                                  |
| (10370) Hylonome   | 1995         | David Jewitt i Jane Luu                     |
| (20461) Dioretsa¹  | 1999         | LINEAR                                      |
| (31824) Elatus     | 1999         | CSS                                         |
| (32532) Thereus    | 2001         | NEAT                                        |
| (37117) Narcissus¹ | 2000         | William Kwong Yu Yeung                      |
| (49036) Pelion     | 1998         | Robert Whiteley, David Tholen               |
| (52872) Okyrhoe    | 1998         | Spacewatch                                  |
| (52975) Cyllarus   | 1998         | Nichole Danzl                               |
| (54598) Bienor     | 2000         | Deep Ecliptic Survey                        |
| (55576) Amycus     | 2002         | NEAT                                        |
| (60558) Echeclus   | 2000         | Spacewatch                                  |
| (83982) Crantor    | 2002         | NEAT                                        |
| (121725) Aphidas   | 1999         | Carl Hergenrother (Obserwatorium Whipple’a) |
| (330836) Orius     | 2009         | Kazimieras Černis, Ilgmars Eglitis          |
| (346889) Rhiphonos | 2009         | Timur Kriaczko                              |
| (365756) ISON      | 2010         | L. Elenin, Mayhill-ISON                     |

¹ Obiekt nie jest centaurem według definicji Minor Planet Center.